# Алимос
Алимос (грч. Άλιμος Alimos) насеље је у Грчкој и једно од великих предграђа главног града Атине. Алимос припада округу Јужна Атина у оквиру периферије Атика.

## Положај
Алимос се налази јужно од управних граница града Атине, на источној обали Саламинског залива. Удаљеност између средишта ова два насеља је 10 км. Средња надморска висина нза насеље је око 10 метара.

## Становништво
У последња три пописа кретање становништва Алимоса било је следеће:

Кретање броја становника у општини по пописима:
| 1981.  | 1991.  | 2001.  | 2011.  |
| ------ | ------ | ------ | ------ |
| 27.036 | 32.024 | 38.047 | 41.720 |